# Sarajevo u Austro-Ugarskoj
Područje grada Sarajeva prema upravnoj podjeli BiH u Austro-Ugarskoj bilo je posebno upravno područje. 
Zakonski ga je regulirao austro-ugarski Zakon o upravljanju Bosnom i Hercegovinom koji su parlamenti Austrije i Ugarske donijeli 1880. godine.
U početku je na čelu Bosne i Hercegovine bio general Josip Filipović, a 1882. godine uvedena je civilna uprava. 
Zbog dogovora na Berlinskom kongresu o zadržavanju vrhovne sultanove vlasti, ali i zbog dualističkog ustroja Monarhije, Bosna i Hercegovina nije pripojena ni austrijskom ni ugarskom dijelu, nego je nad njom uspostavljena zajednička vlast, kondominij i pretvorila je Bosnu i Hercegovinu u protektorat. I nakon aneksije BiH ostala je kondominijem.
Grad Sarajevo je bilo je izdvojeno iz nadležnosti okružne oblasti i kotarskog ureda. U samom Sarajevu bilo je sjedište Sarajevskog okruga i kotarske oblasti. Posebna uprava grada Sarajeva imala je propagandnu ulogu radi pokazivanja uspješne austro-ugarske uprave u modernizaciji Bosne i Hercegovine. Gradsku upravu grada Sarajeva činilo je Gradsko vijeće, čije je izvršno tijelo bilo gradsko poglavarstvo. Zemaljska Vlada Bosne i Hercegovine imala je svog povjerenika za glavni zemaljski grad Sarajevo, kojem su povjerili upravu javne sigurnosti i reda (policijske ingerencije) te nadzor nad radom Gradskog poglavarstva i Gradskog vijeća. Vladin je povjerenik bio zajednički predstavnik najviše vlasti u zemlji.
Godine 1900. Sarajevo je uz Mostar, Banju Luku i Dolnju Tuzlu bio jedini grad u BiH s više od 5000 stanovnika. Od 1881. godine sjedište bosanskog biskupa je u Sarajevu. Prema popisu stanovništva 16. lipnja 1879. u Sarajevu je živjelo 21.377 stanovnika.